# Якоб Шнайдер
Якоб Шнайдер (нім. Jakob Schneider, нар. 18 квітня 1994) — німецький веслувальник, срібний призер Олімпійських ігор 2020 року, чемпіон світу та Європи.

## Виступи на Олімпіадах
| Олімпіада  | Дисципліна | Місце |
| ---------- | ---------- | ----- |
| Токіо 2020 | вісімки    | 2     |

## Зовнішні посилання
- Якоб Шнайдер на сайті FISA.

1. 1 2  Jakob Schneider